# Operation Upshot-Knothole
Operation Upshot-Knothole var en serie amerikanska kärnvapenprov vid Nevada National Security Site 1953. Föregående prov var Operation Ivy och nästkommande prov var Operation Castle.  

## Kärnvapenprov
| Nr                                        | Namn av test | Bombtyp            | Planerat datum | Faktiskt datum | Lokal tid | NNSS:s Testområde | Typ       | Explosionskraft (kt) | Molnhöjd (feet) |
| ----------------------------------------- | ------------ | ------------------ | -------------- | -------------- | --------- | ----------------- | --------- | -------------------- | --------------- |
| 1                                         | "Annie"      | Mark 5 (atombomb)  | 17 mars 1953   | 17 mars 1953   | 05:20     | Area 3            | Bombtorn  | 16                   | 300 (91 m)      |
| 2                                         | "Nancy"      | Mark 14 (atombomb) | 24 mars 1953   | 24 mars 1953   | 05:10     | Area 4            | Bombtorn  | 24                   | 300 (91 m)      |
| 3                                         | "Ruth"       | Mark 6 (atombomb)  | 31 mars 1952   | 31 mars 1952   | 05:00     | Area 7            | Bombtorn  | 0,2                  | 300 (91 m)      |
| 4                                         | "Dixie"      | Mark 5 (atombomb)  | 6 april 1953   | 6 april 1953   | 07:30     | Area 7            | Flygbomb  | 11                   | 6 020 (1 835 m) |
| 5                                         | "Ray"        | Mark 6 (atombomb)  | 18 april 1953  | 11 april 1953  | 04:45     | Area 4            | Bombtorn  | 0,2                  | 100 (30 m)      |
| 6                                         | "Badger"     | Mark 16 (atombomb) | 11 april 1953  | 18 april 1953  | 04:35     | Area 2            | Bombtorn  | 23                   | 300 (91 m)      |
| 7                                         | "Simon"      | Mark 17 (atombomb) | 25 april 1953  | 25 april 1953  | 04:30     | Area 1            | Bombtorn  | 43                   | 300 (91 m)      |
| 8                                         | "Encore"     | Mark 6 (atombomb)  | 7 maj 1953     | 8 maj 1953     | 08:30     | Area 5            | Flygbomb  | 27                   | 2 423 (739 m)   |
| 9                                         | "Harry"      | Mark 13 (atombomb) | 2 maj 1953     | 19 maj 1953    | 05:05     | Area 3            | Bombtorn  | 32                   | 300 (91 m)      |
| 10                                        | "Grable"     | W9 (atombomb)      | 21 maj 1953    | 25 maj 1953    | 08:30     | Area 5            | Artilleri | 15                   | 524 (160 m)     |
| 11                                        | "Climax"     | Mark 7 (atombomb)  | 31 maj 1953    | 4 juni 1953    | 04:15     | Area 7            | Flygbomb  | 61                   | 1 334 (407 m)   |
| Referens: Defense Threat Reduction Agency |              |                    |                |                |           |                   |           |                      |                 |